# Tam-tam (instrument)

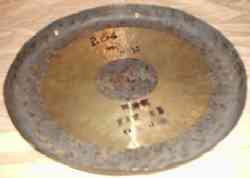
Tam-tam chinezesc

Un tam-tam este un instrument muzical de percuție idiofon, de origine asiatică, folosit inițial într-un cadru ceremonial. Este un fel de gong de forma unui disc mare, din bronz, puțin bombat, cu marginile ușor îndoite spre interior.  Diferența este că tam-tam-ul emite un sunet necunoscut, constând dintr-o serie continuă de frecvențe ce nu se identifică cu o notă specifică, în timp ce gongul produce un sunet de o anumită înălțime. Tam-tam-ul are diferite dimensiuni, de la 60-120 cm, de unde și cele trei categorii: mare, mijlociu și mic. Este suspendat cu o coardă (de obicei din mătase) pe un suport și lovit cu un ciocan învelit cu piele sau cu postav. În orchestra simfonică a fost introdus de către Jean-François Lesueur în opera sa „Ossian” (1804). 